# Goldeus melillensis
Goldeus melillensis är en insektsart som beskrevs av Rauno E. Linnavuori 1955. Goldeus melillensis ingår i släktet Goldeus och familjen dvärgstritar. Inga underarter finns listade i Catalogue of Life.